# Pizzo Cengalo
Il Pizzo Cengalo (3.369 m s.l.m.) è una montagna delle Alpi Retiche occidentali (sottosezione Alpi del Bernina). È una delle montagne più alte e grandiose del gruppo.

## Descrizione
Si trova sulla linea di confine tra l'Italia (val Masino, provincia di Sondrio) e la Svizzera (val Bondasca, una laterale della val Bregaglia).
Si presenta come un imponente massiccio a forma di piramide tronca. La vetta è formata da un'ampia cupola nevosa. Da essa scendono tre creste: la cresta sud, nevosa e arrotondata nella parte alta, forma una marcata anticima dopo la quale diventa ripida ed affilata, per perdersi infine nei nevai dell'alta val Porcellizzo; le creste ovest ed est scendono rispettivamente al colle del Cengalo (3057 m) e al colle dei Gemelli (3106 m), dai quali precipitano verso nord erti canaloni ghiacciati. Le creste delimitano i tre versanti: sud-ovest, visibile dal rifugio Gianetti; sud-est, a grandi placche lisce; nord, che forma la parete più alta e complessa, con poderosi pilastri e ripidi colatoi.

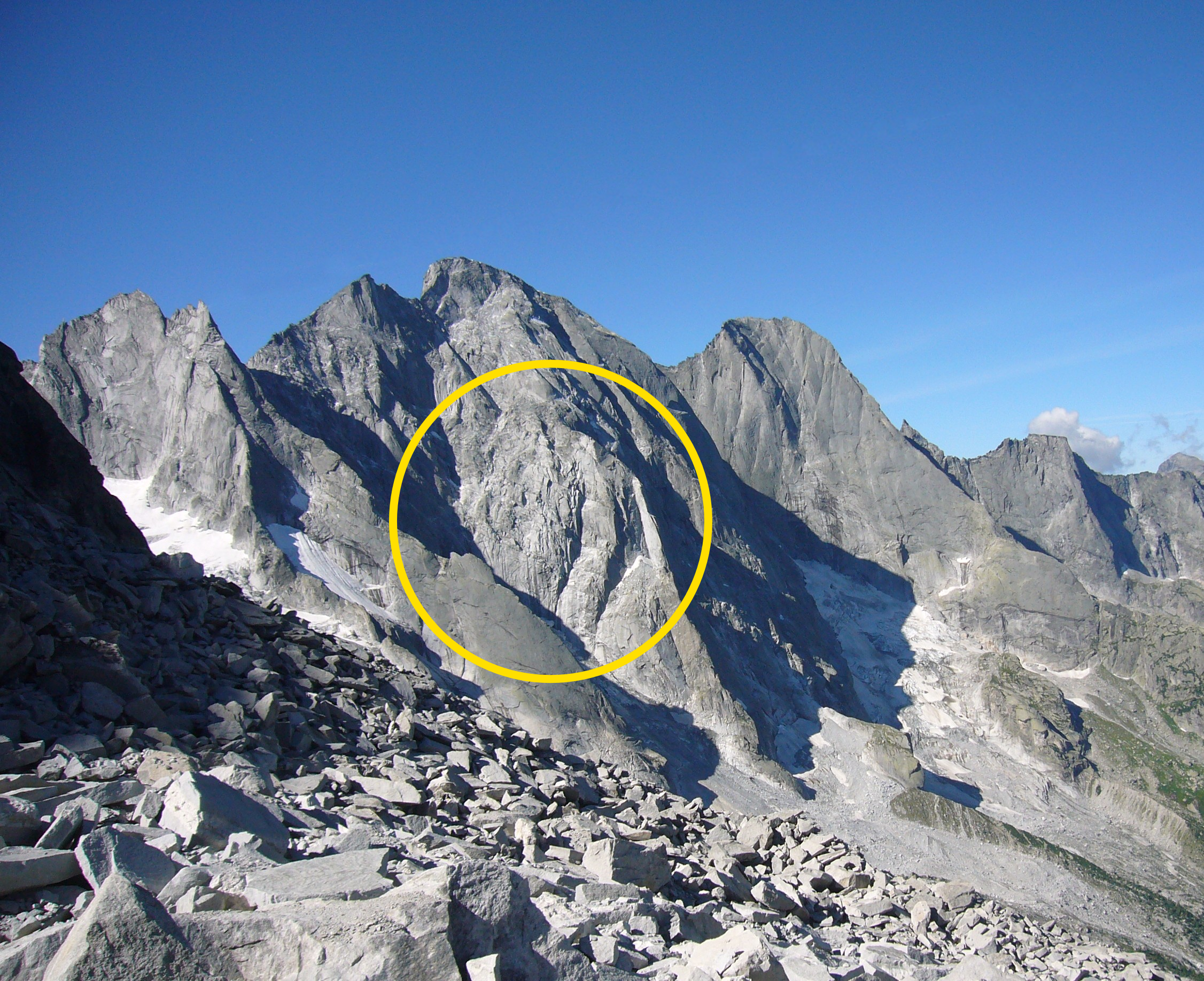
Piz Cengalo, prima della staccata dalla parete nord-est

Sul versante sud della montagna si trova il citato rifugio Gianetti del CAI (2534 m). Sul versante svizzero si trovano la capanna Sciora (2118 m) e la capanna Sasc Furä (1904 m), entrambe del CAS.
Sul finire del dicembre 2011 buona parte della parete nord è stata interessata da una frana che ne ha modificato aspetto e conformazione, cancellando il percorso di diverse vie alpinistiche. Ulteriori frane sono avvenute il 13 e il 23 agosto 2017.
Il 23 agosto 2017, intorno alle ore 9.30, un'enorme frana si è staccata dalla parete nord-est del Pizzo Cengalo, a circa 3000 metri di quota, dando origine ad una colata detritica (stimata in 4 milioni di metri cubi), che ha devastato la sottostante Val Bondasca e interessato parzialmente anche l'abitato di Bondo. Tale crollo era stato preceduto da altri più piccoli, che si susseguivano dai mesi di giugno e luglio.

## Toponimo
Il nome Cengalo viene fatto derivare da chénghel, che in val Bregaglia indica un pendio boscoso o prativo in prossimità di salti rocciosi.

## Itinerari
La prima salita conosciuta risale al 25 luglio 1866 ad opera degli inglesi Douglas William Freshfield e Charles Comyns Tucker con la guida François Dévouassoud di Chamonix. I tre salirono da sud, lungo quella che è ancora la via normale della montagna.
La "via normale" sale dal rifugio Gianetti (2534 m) per il colle del Cengalo e la larga cresta ovest (gande, rocce rotte, neve; F+).
Tra le altre vie, le più ripetute sono lo "spigolo Vinci", sulla cresta sud dell'anticima sud (400 m, TD V+/A0 oppure fino a 6a in arrampicata libera)  e lo sperone nord-ovest che sale dal ghiacciaio del Cengalo (via Gaiser-Lehmann, 1100 m, TD V+).